# Joan Jaume I Crispo
Joan Jaume I Crispo, nascut el 1446, fou el tretzè duc de Naxos i de l'Arxipèlag, baró d'Astrogidis, senyor de Milos, de Santorí, d'Astipàlea, Delos, i consenyor de Amorgos.
Era fill de Jaume II Crispo al que va succeir el 1447.
Va exercir la regència el besoncle Nicolo Crispo i a la seva mort el 1450, la seva mare Ginebra auxiliada per l'àvia Francesca Morosini (que va viure fins al 1355).
Va morir el 1453 i la successió va recaure en el seu besoncle Guillem II Crispo.